# Artoces
Artoces foi um rei da Ibéria entre 78−64 a.C. Apresentado nos registros clássicos da Terceira Guerra Mitridática (Apiano, Bell. Mithr. 103, 117; Dião Cássio 37.1-2; Eutrópio [Artaces]; Festo 16; Paulo Orósio 6.4.8), é identificado com Artag (em georgiano: არტაგ), Arik (არიკ), Rok (როკ) ou Aderk (ადერკ) das crônicas georgianas medievais.

## Nome
Artaces ou Artoces é a forma latina do armênio Artaque (Արտակ, Artak), que é formado por Arta, "verdade", e o sufixo diminutivo "-aque" (-ակ, -ak). Esse nome derivou do não atestado iraniano médio Artaque (*Artak), que por sua vez derivou do não atestado iraniano antigo Artaca (*R̥ta-ka-; um diminutivo de Arta, "verdade"). Foi registrado em persa médio como Ardague (𐭠𐭫𐭲𐭪𐭩, ʾltky), em georgiano como Artague (არტაგ, Artag), em siríaco como Ardaque (ܐܪܕܩ, ʾArdaq), em grego como Ártaco (em grego: Ἄρτακος, Ártakos) e em elamita como Irtuca (Ir-tuk-ka4).

## Vida
O pai de Artoces era Artaxias I, filho do rei da Armênia Artavasdes I. Artaxias I da Ibéria havia se casado com uma filha de Meribanes I; Varbaces, rei da Armênia, havia derrotado Farnajom, filho e sucessor de Meribanes, em batalha, e colocado Artaxias I como rei.
Alarmado pela ocupação romana da vizinha Albânia, Artoces prometeu paz e amizade; mas o comandante romano Pompeu, informado que ele estava secretamente armando de modo a cair sobre os romanos na marcha deles nas passagens do Cáucaso, avançou em março de 65 a.C., antes de retomar a busca de Mitrídates VI do Ponto (r. 120−65 a.C.), para as fortalezas ibéricas de Harmózica e Seusamora. Artoces, pego de surpresa, às pressas queimou a ponte sobre o rio Ciro e recuou ainda mais para seu arborizado país. Pompeu ocupou as fortalezas e cruzou o rio, mas encontrou uma residência feroz por parte do exército ibérico.
No fim, os romanos prevaleceram e, quando Artoces viu Pompeu também cruzar o Peloro, rendeu-se, e enviou seus filhos como reféns. Após sua derrota teve que entregar vários territórios aos romanos: a Armênia Menor, entregue a Deiotário, rei da Galácia, a Paflagônia, devolvida a Átalo I e Pilâmenes, e a Cólquida, onde Aristarco foi apontado como rei. Durante o seu reinado, os iranianos invadiram a Ibéria, para vingar o sangue de Farnajom; Artoces se protegeu, e os iranianos se retiraram. Ele foi sucedido por seu filho Farnabazo II da Ibéria.